# Made in Heaven - The Films
Made in Heaven - The Films è una VHS dei Queen pubblicata per la prima volta nel 1996.
La videocassetta contiene i videoclip di 8 canzoni della band tratte dall'ultimo album in studio Made in Heaven (del 1995), l'ultima opera registrata dalla band con Freddie Mercury alla voce.
Nel 2003 la videocassetta è stata ristampata in formato DVD.

## Tracce
1. I Was Born To Love You - "I Was Born to Love You" - direttore Richard Heslop
2. Evolution - "Heaven for Everyone" - direttore Simon Pummell
3. Heart-Ache - "Too Much Love Will Kill You" - direttore Simon Pummell
4. O - "My Life Has Been Saved" - direttore Nichola Bruce
5. You Don't Fool Me - "You Don't Fool Me" - direttore Mark Szaszy
6. Outside-In - "A Winter's Tale" - direttore Chris Rodley
7. Return Trip - "Let Me Live" - direttore Bernard Rudden
8. Mother Love - "Mother Love" - direttore Jim Gillespie
9. Closing Titles - "Made in Heaven"

1. ↑  (EN) BRIT Certified, su bpi.co.uk, British Phonographic Industry. Digitare "Queen" in "Keywords", dunque premere "Search".